# Żelazna Brama w Warszawie

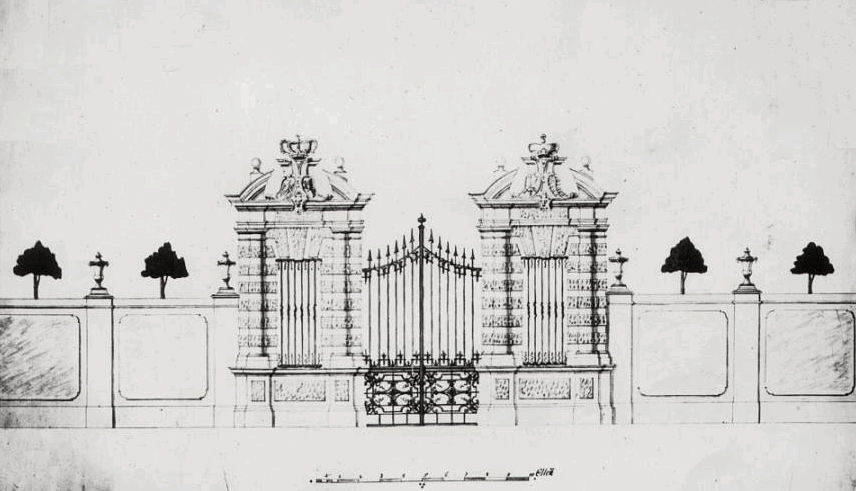
Rysunek Żelaznej Bramy wykonany około 1735 roku przez Joachima Daniela Jaucha, projektanta m.in. Koszar Mirowskich

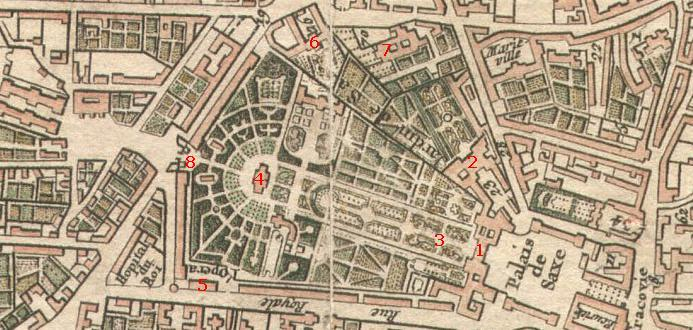
Fragment mapy Warszawy Rizziego Zannoniego z 1772 roku zawierający plan Ogrodu Saskiego. Cyfrą 8 zaznaczono Żelazną Bramę

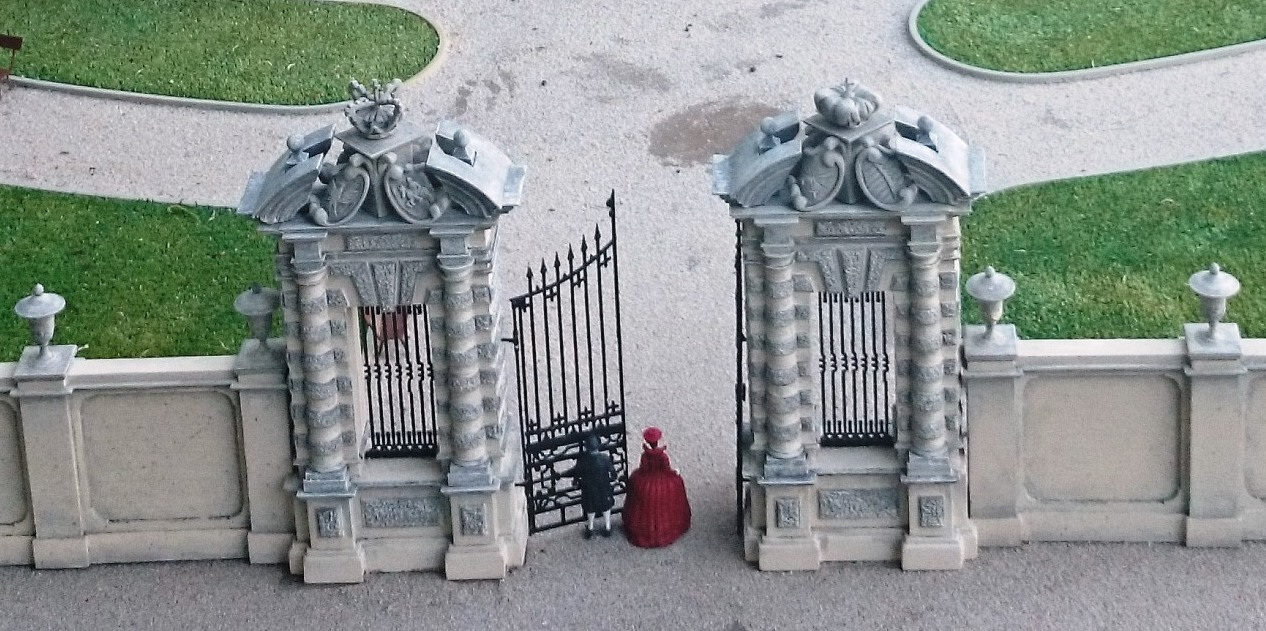
Makieta Żelaznej Bramy według stanu z lat 70. XVIII wieku przedstawiona na Wystawie Parku Miniatur Województwa Mazowieckiego

Żelazna Brama – brama do Ogrodu Saskiego w Warszawie, wzniesiona w 1735 roku, zaginiona w czasie II wojny światowej.

## Położenie
Żelazna Brama stanowiła ważny element Osi Saskiej, będąc zachodnim wejściem do Ogrodu Saskiego. Znajdowała się w miejscu, w którym obecnie jest przedpole pomnika Tadeusza Kościuszki stojącego na placu Żelaznej Bramy przed obróconym pałacem Lubomirskich. Plac Żelaznej Bramy znajduje się na zachód od łukowego odcinka ul. Marszałkowskiej między ul. Królewską a placem Bankowym.
W 1821 roku przesunięto Żelazną Bramę o 41 łokci (około 25 metrów) na wschód (w głąb ogrodu).

## Historia
Ogród Saski urządzano od lat 20. XVIII wieku. Zgodnie z założeniem projektowym rozciągający się na zachód od pałacu Saskiego ogród miał obrys latawca, którego osiami były dwie krzyżujące się aleje, spośród których główna oś (Oś Saska) była zwieńczona od zachodu głównym wejściem do Ogrodu Saskiego – Żelazną Bramą (główną wśród kilku bram w bastionowym murze otaczającym ogród).

Żelazna Brama została zamówiona przez króla Augusta II w 1724 roku. Autorami projektu bramy (podobnie jak całego ogrodu) byli najprawdopodobniej Matthäus Daniel Pöppelmann, Carl Friedrich Pöppelmann (jego syn) lub Joachim Daniel Jauch. Wzniesiono ją w 1735 roku. Wchodząc przez nią do ogrodu zwiedzający stawali przed Wielkim Salonem (wzniesionym nad Osią Saską około 1725 roku). Brama została nazwana żelazną, mimo że z tego materiału wykonano jedynie jej ruchome skrzydła. 

Była to krata o ornamencie geometrycznym w partii dolnej, na wysokości jednej trzeciej przechodząca w pręty – lance, zakończone trójkątnymi ostrzami. Umocowana była w kamiennej architektonicznej konstrukcji. Ozdobiona została przez rzeźbiarsko rozwiązane emblematy władzy monarszej. Po jednej stronie kartusze wypełniały herby Polski i Litwy, zwieńczone królewską koroną, a po drugiej herby dynastii Wettynów z elektorskim kapeluszem .

Skrzydła bramy wykonano z kutego żelaza. Każde ze skrzydeł miało około 1 m szerokości i 3,5 m wysokości. Szerokie na 2 m filary bramy miały wysokość ok. 5 m.
Plac, na który wychodzono po wyjściu z ogrodu przez Żelazną Bramę znajdował się już na terenie jurydyki Wielopole (będącej wcześniej własnością Jana Wielopolskiego). Był to plac targowy i nazywał się placem Targowicy Wielopolskiej. Wkrótce plac zaczęto nazywać placem Za Żelazną Bramą lub placem Żelaznej Bramy. Pod koniec XVIII wieku brama ta była więc również bramą między Warszawą (Ogród Saski) a jej przedmieściem (jurydyka Wielopole).
W roku 1818 mur ogrodowy został zastąpiony żeliwnym ogrodzeniem. W ramach tej rekonstrukcji filary bramy zostały zastąpione konstrukcją z kutego żelaza. W 1821 roku, w wyniku ekspansji targowiska, bramę rozebrano, a ogrodzenie zostało cofnięte o 41 łokci (około 25 metrów) na wschód (w głąb ogrodu).
W 1936 roku dokonano przebicia jezdni ul. Marszałkowskiej do placu Żelaznej Bramy. W ramach tego projektu zdemontowano część ogrodzenia, w tym bramę, którą wyeksponowano jako pamiątkę historyczną.
Brama zaginęła w czasie II wojny światowej. W jej okolicy od listopada 1940 roku do listopada 1941 roku (południowo-zachodnim skrajem placu Żelaznej Bramy) biegła granica warszawskiego getta.

## Inne użycia nazwy Żelaznej Bramy
Mimo że Żelazna Brama nie istnieje od lat 30. XX wieku (a oryginalna – od 1818 roku), w dalszym ciągu plac między pałacem Lubomirskich a ul. Marszałkowską nazywa się placem Żelaznej Bramy. Nazwę tę – „Za Żelazną Bramą” – nosi również największe śródmiejskie osiedle mieszkaniowe. Żelazna Brama to pojęcie szeroko używane przez współczesnych warszawiaków, choć częściej pojęcie to pochodzi od nazwy osiedla mieszkaniowego niż samej bramy.
- Od nazwy bramy wzięła również nazwę („Za Żelazną Bramą”) tutejsza przedwojenna mała żydowska dzielnica mieszkaniowa, rozwijająca się na miejscu i okolicach placu Żelaznej Bramy.
- W 1995 roku firma Ego Software wyprodukowała grę komputerową typu FPS o nazwie Za Żelazną Bramą.
- W 2008 roku powstał zespół muzyczny „Żelazna Brama”, grający hip-hop i rock alternatywny[6].